# Премия «Европа — театру»
Премия «Европа — театру» (фр. Prix Europe pour le théâtre) — пилотная программа Европейской комиссии, запущенная в 1986 при поддержке Мелины Меркури и Жака Ланга. С тех пор премия выдержала 17 сезонов и стала крупнейшей театральной наградой Европы.
Премия присуждается за путь в искусстве и совокупность сделанного. Денежное содержание премии, которую поддерживают Союз театров Европы и Европейская театральная конвенция. Каждый раз её присуждение происходит в новом городе Европы — в 2011 году оно состоялось в Санкт-Петербурге.
С 1990 года вручается также премия за творческий поиск Европа — Новая театральная реальность.
Первое международное жюри в 1987 году возглавила актриса Ирен Папас.

## Лауреаты премии Европа — театру
- 1987 : Ариана Мнушкина и Театр дю Солей (Франция)
- 1989 : Питер Брук (Великобритания / Франция)
- 1990 : Джорджо Стрелер (Италия)
- 1994 : Хайнер Мюллер (Германия)
- 1997 : Роберт Уилсон (США)
- 1998 : Лука Ронкони (Италия)
- 1999 : Пина Бауш (Германия)
- 2000 : Лев Додин (Россия)
- 2001 : Мишель Пикколи (Франция)
- 2006 : Гарольд Пинтер (Великобритания)
- 2007 : Робер Лепаж (Канада) и Петер Цадек (Германия)
- 2008 : Патрис Шеро (Франция)
- 2009 : Кристиан Лупа (Польша)
- 2011 : Петер Штайн (Германия)
- 2016 : Матс Эк (Швеция)
- 2017 : Изабель Юппер (Франция), Джереми Айронс (Великобритания)
- 2018 : Валерий Фокин (Россия)

## Лауреаты премии Европа — новая театральная реальность
- 1990 : Анатолий Васильев (Россия)
- 1994 : Джорджо Барберио Корсетти (Италия), Comediants (Испания), Эймунтас Някрошюс (Литва)
- 1997 : Carte Blanche Compagnia della Fortezza – Армандо Пунзо (Италия), Théâtre de Complicité – Саймон Макберни (Великобритания)
- 1998 : Кристоф Марталер (Швейцария)
- 1999 : Ройал-Корт – Сары Кейн, Марка Равенхилла, Джеза Баттеруорта, Конора МакФерсона и Мартина Макдонаха (Великобритания)
- 2000 : Theatergroep Hollandia – Йохан Саймонс, Поль Кулак (Нидерланды), Томас Остермайер (Германия), Societas Raffaello Sanzio – Ромео Кастеллуччи, Чиара Гуиди (Италия)
- 2001 : Хайнер Геббельс (Германия), Ален Платель (Бельгия)
- 2006 : Оскарас Коршуновас (Литва), Жозеф Надж (Сербия/Венгрия)
- 2007 : Алвис Херманис (Латвия), Биляна Срблянович (Сербия)
- 2008 : Римини Протокол – Хельгард Хауг, Штефан Кэги, Даниэль Ветцель (Германия / Швейцария), Кшиштоф Варликовский (Польша), Саша Вальц (Германия)
- 2009 : Ги Кассирс (Бельгия), Пиппо Дельбоно (Италия), Родриго Гарсиа (Испания / Аргентина), Арпад Шиллинг (Венгрия), Франсуа Танги и его Théâtre du Radeau (Франция)
- 2011 : Вильям Дочоломанский (Словакия / Чешская Республика), Кэти Митчелл (Великобритания), Андрей Могучий (Россия), Кристиан Смедс (Финляндия), Teatro Meridional (Португалия), Vesturport Theatre (Исландия)
- 2016 : Виктор Бодо (Венгрия), Андреас Кригенбург (Германия), Хуан Майорга (Испания), Национальный театр Шотландии (Великобритания), Жоэль Помра (Франция)
- 2017 : Сюзанна Кеннеди (Германия), Йерней Лоренци (Словения), Яэль Ронен (Израиль), Алессандро Сциаррони (Италия), Кирилл Серебренников (Россия), Театр NO99 (Эстония)
- 2018 : Сиди Ларби Шеркауи (Бельгия), Циркус Циркор (Швеция), Жюльен Госселин (Франция), Ян Клята (Польша), Мило Рау (Швейцария), Тьяго Родригес (Португалия)

## Специальная премия
- 1987 : Мелина Меркури (Греция)
- 1998 : Вацлав Гавел (Чешская Республика)
- 2008 : Белорусский свободный театр - Специальное упоминание жюри (Беларусь)
- 2011 : Юрий Любимов (Россия)
- 2016 : Сильвио Пуркарете (Румыния)
- 2017 : Воле Шойинка (Нигерия); Фадхей Джаиби (Тунис) – Специальное упоминание; Димитрис Папаиоанну (Греция) – Поощрительный приз
- 2018 : Нурия Эспер (Испания)